# Beweinung Christi (Mantegna)
Die Beweinung Christi, italienisch Cristo morto, ist ein Gemälde von Andrea Mantegna. Es entstand in der zweiten Hälfte des 15. Jahrhunderts und gilt wegen der extremen perspektivischen Verkürzung der Darstellung des Leichnams Christi als sein „außergewöhnlichstes“ Werk.

## Motiv und Zeitraum der Herstellung
Das Motiv des vom Kreuz abgenommenen und beweinten Christus entstammt nur indirekt der Bibel (vgl. Lk. 23, 49). Größtenteils geht es auf Darstellungen in apokryphen Schriften und deren Rezeption durch spätere Werke zurück. Wann Mantegna das Gemälde schuf, ist nicht bekannt. Als denkbarer Zeitraum werden die Jahre zwischen etwa 1457 bis nach 1500 genannt. Der größte Teil der Literatur geht davon aus, dass das Werk um 1480 entstanden ist. Das Bild ist eines von fünf Gemälden, die beim Tode des Meisters aufgefunden wurden und keine Auftragsarbeiten waren. Mantegna malte das Bild wohl für seine eigene Grabkapelle in der Kirche Sant’Andrea in Mantua.
Es gilt als sicher, dass er Eindrücke des von Andrea del Castagno geschaffenen Trinitätsfresko in der Kirche Santissima Annunziata in Florenz aufgegriffen hat. Bei diesem Werk ist Christus noch am Kreuz hängend in starker Verkürzung vom Kopf her dargestellt.

## Darstellung

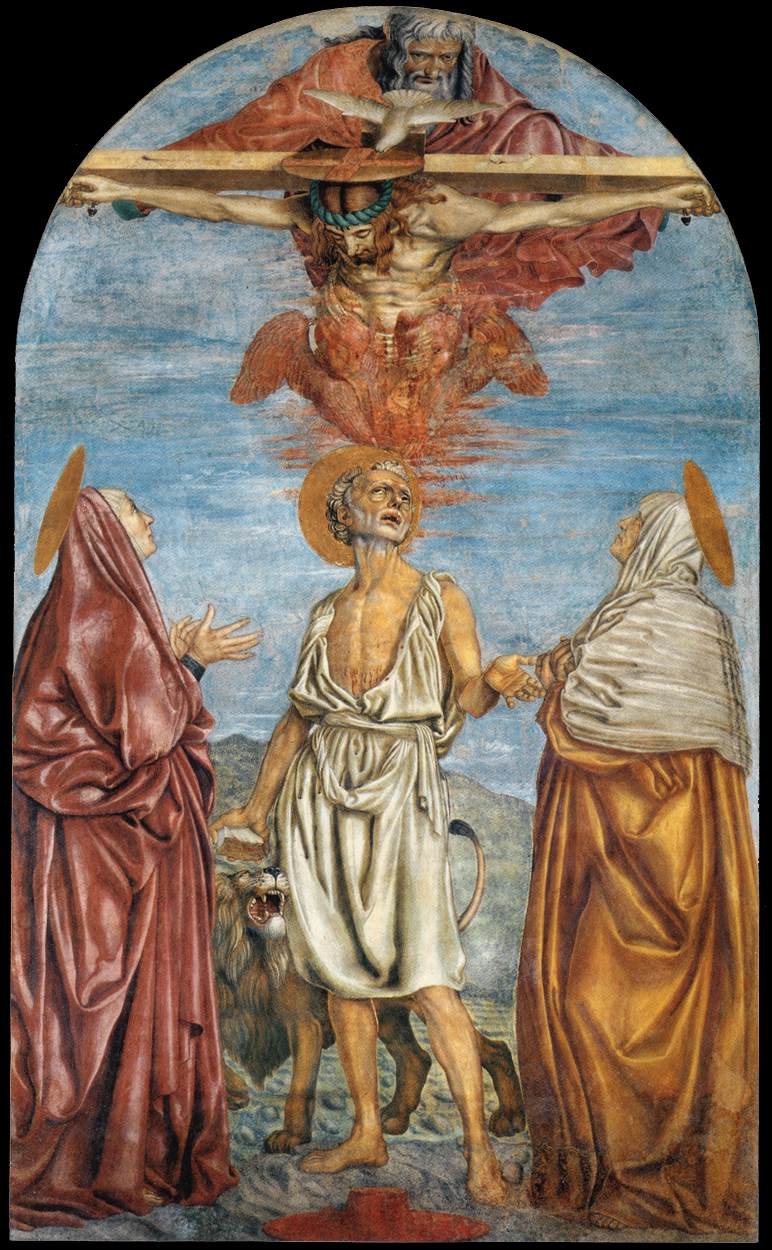
Castagnos Trinitätsfresko in SS. Annunziata war ein Vorbild für die Darstellung Mantegnas

Dargestellt ist der vom Kreuz abgenommene Christus. Er liegt auf einer rotgeäderten Marmorbank, die untere Körperhälfte ist von einem durch Blut und Tränen verschmierten Tuch bedeckt. Die drei trauernden Figuren auf der linken Seite der Bahre sind (von vorne) der Apostel Johannes, Maria mit einem Tuch und, von dieser halbverdeckt, vermutlich Maria Magdalena.
Ungewöhnlich ist der Blickwinkel des Betrachters auf den Körper. Durch die gewählte Darstellungsweise rückt der Betrachter unmittelbar an den Stein heran, auf dem der Aufgebahrte liegt. Das äußerst realistische Bild des Gekreuzigten zeigt, dass Mantegna genaue Kenntnisse der Anatomie hatte und zudem die perspektivische Darstellung beherrschte. Die senkrechte Verkürzung des Körpers, in der Renaissance unter dem Begriff in scurto bzw. in scorto bekannt, führt dazu, dass der Blick des Betrachters zunächst die Wundmale des Fußes und der Hände, sodann die Verletzung in der Seite und dann das Gesicht Christi wahrnimmt. Alle Einzelheiten sind in „schonungsloser Detailtreue“ ausgeführt, so zum Beispiel das noch vom Todeskampf gezeichnete Gesicht. Realistisch und naturalistisch sind auch die Figuren der Trauernden dargestellt, insbesondere die Züge Marias und des Johannes.
Stefano Zuffi bemerkt zu diesem Bild: „Mantegnas bis ans Äußerste getriebene Schroffheit der Figurenzeichnung macht auch hier keinerlei Zugeständnisse an die weichen Farbabstufungen, wie sie in der Malerei Venedigs am Ende des 15. Jahrhunderts aufkommen. An der Schwelle zu einem neuen Jahrhundert formuliert Mantegna […] ein unzeitgemäßes, aber eindeutiges Bekenntnis zu einer Malerei, die auf strengen Konturen und scharfer Linienzeichnung gründet“.

## Theologische Andeutungen

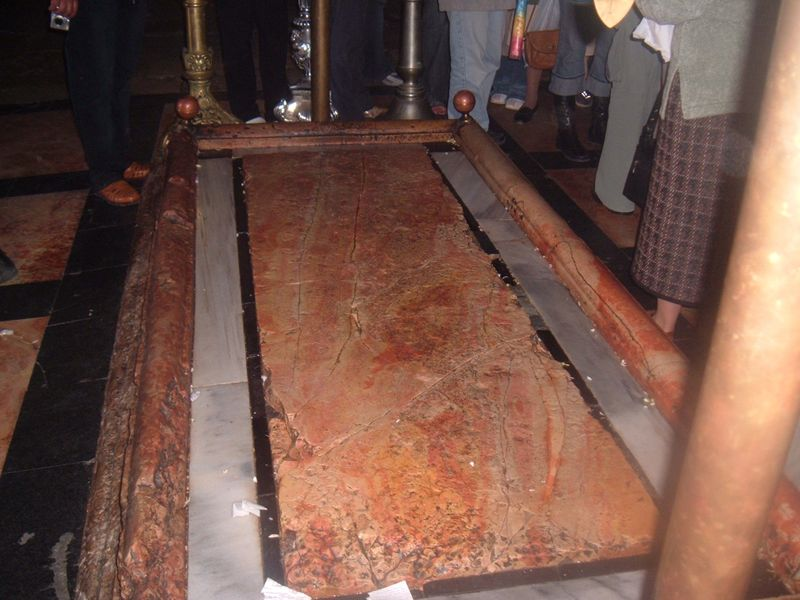
Salbungsstein in der Grabeskirche von Jerusalem

Die neuere Forschung befasst sich mit zwei Gegenständen, die auf dem Gemälde dargestellt werden: dem Salbgefäß, das rechts neben dem Kopf Christi abgebildet ist, und der Marmorbahre, auf der der Gekreuzigte liegt; es handelt sich um den Salbstein Christi selbst. Eigentliches Thema des Werkes wäre danach die jüdische Salbung, der heilige Gegenstand nicht der Körper, sondern die wichtige Reliquie des Steins, der bei dem Fall Konstantinopels 1453, also nur wenige Jahre vor der Entstehung des Gemäldes, verlorengegangen war. Damit kann das Bild durchaus als Aufruf zu einem Kreuzzug verstanden werden.